# Brett Favre

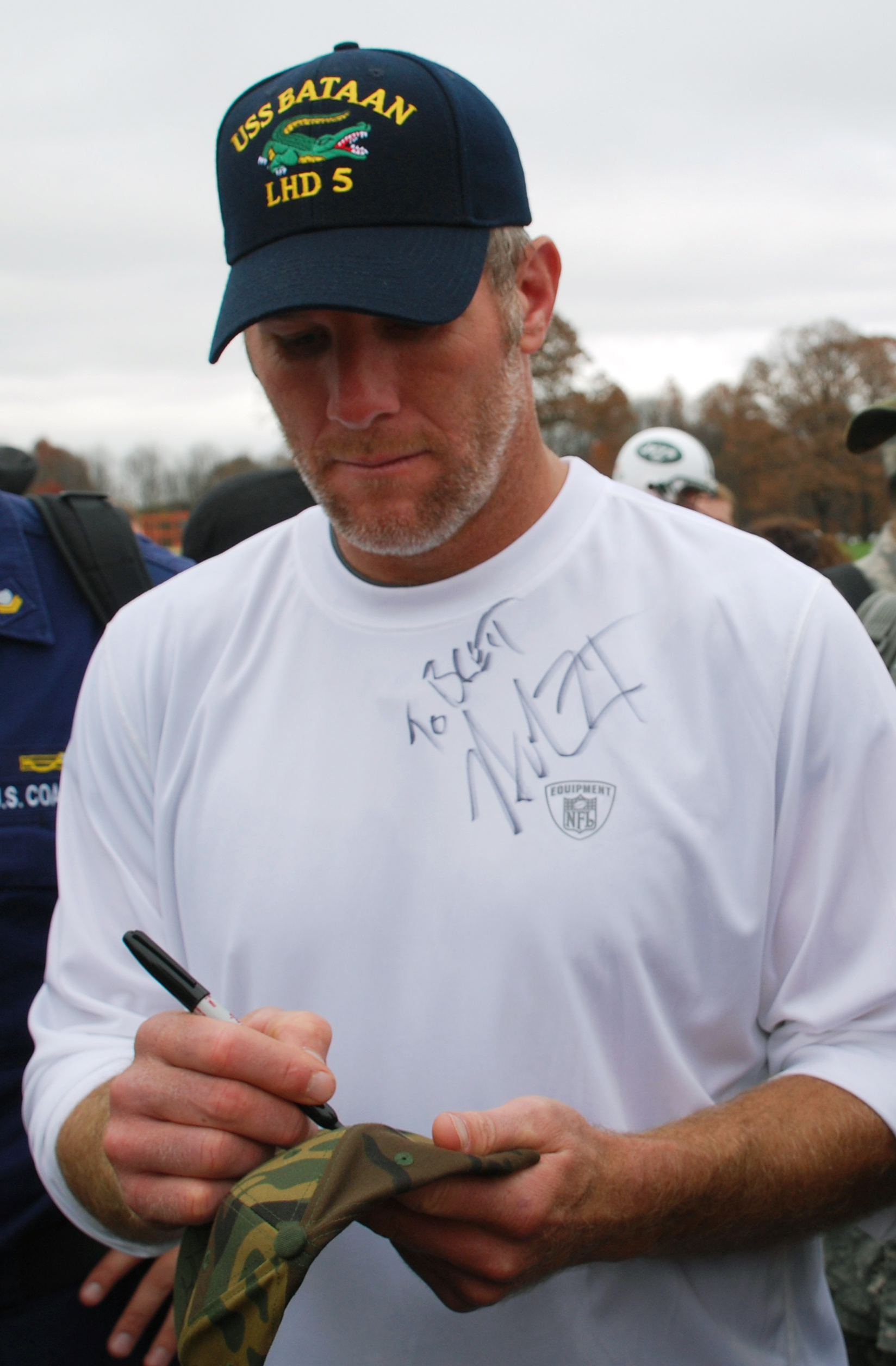
Brett Favre 2008-ban

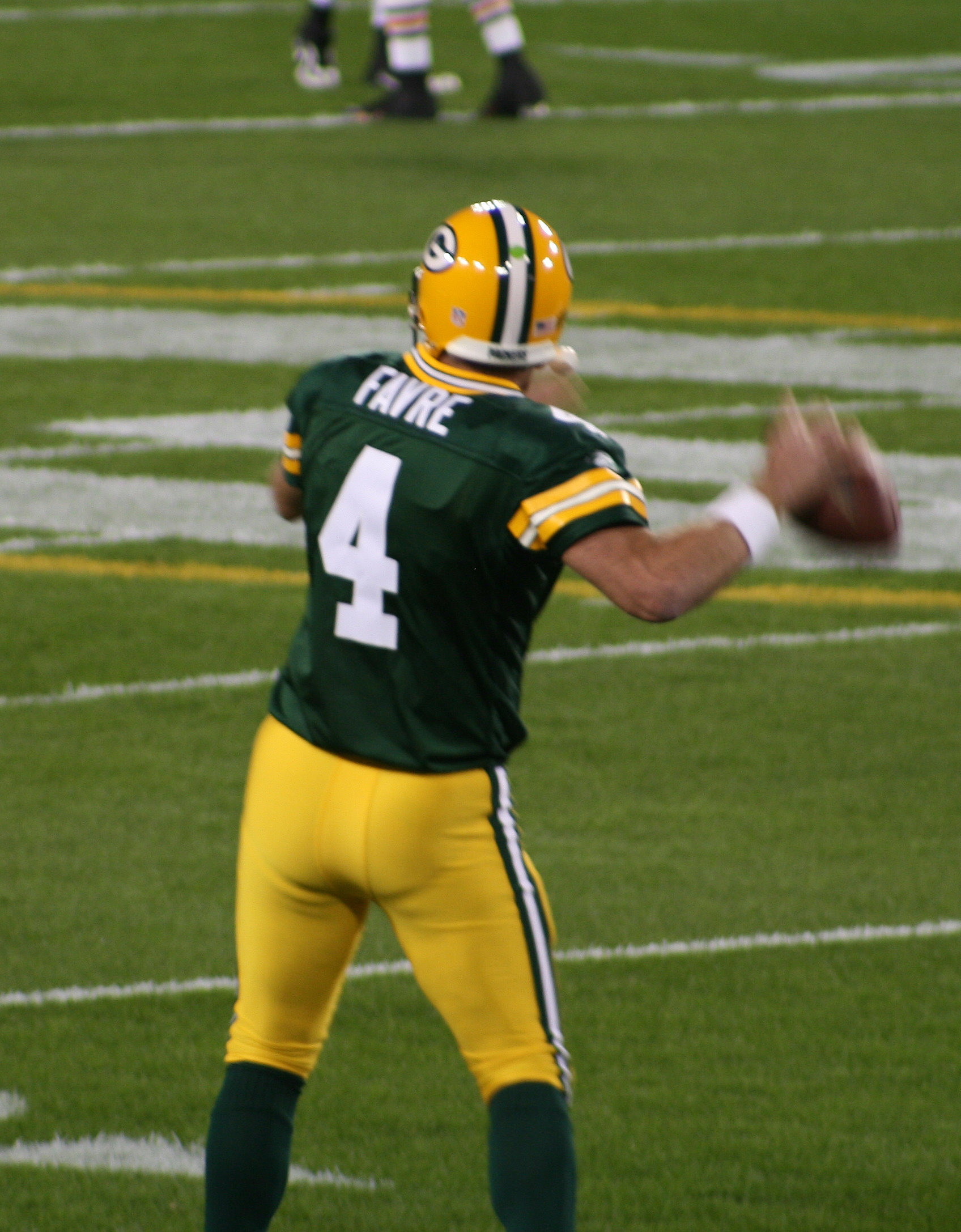
Favre 2007-ben

Brett Lorenzo Favre (IPA: /ˈfɑːrv/, kiejtéseⓘ) (Gulfport, Mississippi 1969. október 10. –) amerikai amerikaifutball-játékos. A Southern Mississippi Golden Eagles irányítója volt, mielőtt az 1991-es Draft második körében az Atlanta Falcons elvitte őt. Azonban egy szezon után a Falcons a Green Bay Packers 1992-es elsőkörös draftjogáért elcserélte. Ezen év harmadik meccsén már a kezdőcsapatban találta magát.
Favre az egyetlen, aki sorozatban háromszor nyert MVP címet (1995–1997) az NFL történetében és emellett két Super Bowl-döntőhöz vezette a Sajtfejűeket: a Super Bowl XXXI-n a New England hajthatott fejet legyőzői előtt, egy évre rá viszont a favoritnak titulált GB alulmaradt a Denverrel szemben. 1992 szeptembere és 2010 decembere között Brett egyetlen mérkőzést sem hagyott ki, a 297 találkozó (a rájátszással együtt 321) természetesen rekord, csakúgy mint a jó passzok száma (6300), a karrier passzolt yardok (71838), a passzkísérletek száma (10169), az interceptionök száma (336) és a QB-k által valaha elért legtöbb győzelem (186).
Frissített adatok a "Rekordok és mérföldkövek" rovatban.
Favre Deanna nevű feleségével 1996. július 14-én házasodott össze. Két lányuk van, Brittany és Breleigh.

## Korai évek
Favre Kilnben (Mississippi) nőtt fel, francia és appalacs (choctaw) ősökkel is büszkélkedhet. Négy gyerek közül ő a második legidősebb. A Hancock North Central Középiskolában tanult, ahol a baseballal és az amerikaifocival ismerkedett meg. Az apja itt volt edző, és nem kímélte: irányítóként, falemberként, strong safetyként, plackickerként és punterként is játszatta fiát. Irvin Favre jól tudta, hogy Brettnek hihetetlenül erős kezei vannak, de mivel az iskola támadójátéka főleg a futásokra épült (wishbone offense, mint az Armynál), a kis Favre ritkán passzolhatott ötnél többször egy meccsen.

### Az egyetemen
A főiskola után Brettnek egyedül a Southern Mississippi ajánlott fel ösztöndíjat. Az SMU-nál DB-ként számítottak volna rá, de ő irányító akart lenni. Újoncként eredetileg a hetedik számú QB volt, az év harmadik mérkőzésének (a Tulane ellen, 1987. szeptember 19-én) második félidejében viszont megkapta a lehetőséget a bizonyításra. Annak ellenére, hogy az előző este miatt kegyetlen másnapossággal szenvedett (a bemelegítés alatt folyamatosan hányt), két touchdown-passzal győzelemhez segítette csapatát. Két évvel később az Arany Sasok nagy meglepetést okoztak azzal, hogy megverték a BCS-rangsor 6. helyén álló FSU Seminolest. Favre egy hat és fél perces drive-val és egy győzelmet jelentő TD-passzal járult hozzá a sikerhez. 1990. július 14-én (azaz végzős tanévének kezdete előtt) majdnem halálos kimenetelű autóbaleset érte. Hazafelé tartva elvesztette uralmát járműve felett, háromszor megpördült és egy fának csapódott. Egyik testvére segítségével jutott el a kórházba, ahol csak egyetlen kérdése volt: „Focizhatok én még valaha is?” Bár vékonybeléből 60 centimétert el kellett távolítani, 6 héttel később már ott volt a pályán, mikor a Southern Miss vereséggel küldte haza az alabamaiakat. Az Alabama főedzője, Gene Stallings ekkor ezt mondta: „Hívhatod ezt csodának vagy aminek akarod. Én csak azt tudom mondani, hogy Brett Favre ma az élet fölé nőtt.”

## NFL-karrier

### Atlanta
Favre az Atlanta Falcons második körös választottja lett az 1991-es játékosbörzén, összességében a 33. játékosként. Az atlantai HC, Jerry Glanville nem helyeselte Brett draftolását, elmondása szerint csak egy repülőgép-baleset esetén jelölte volna az irányítót a kezdőbe. Favre-nak mindössze négy passzkísérlete volt, ebből egyik sem lett sikeres. A Packers általános igazgatója, Ron Wolf azonban hitt képességeiben, 1992-es elsőkörös választottjukat (Tony Smith RB, Southern Miss) adták érte a Sólymoknak. Wolf egyébként ’91-ben még a Jetsnél töltötte be ezt a pozíciót, Favre a kiszemeltjei közé tartozott, de akkor még lemaradt róla. Egyes források szerint a csere utáni orvosi vizsgálaton Favrenál csontbetegséget állapítottak meg (avascular necrosis, ez vetett véget a legendás baseball játékos és Oakland Raiders RB, Bo Jackson karrierjének is), de Wolf felülbírálta a szakértőket, és megadta a játékengedélyt.[forrás?]

### Green Bay
Brett Favre eleddig 16 szezont töltött Green Bayben. Ezalatt három egymás utáni MVP-címet és egy SB-gyűrűt gyűjtött be úgy, hogy 1992. szeptember 20. óta egyetlen összecsapást sem hagyott ki.

#### Az első évek a Green Baynél (1992–1995)
Az 1992-es idény második mérkőzésén a Packers a Tampa Bayjel találkozott. A szünetben a Bucs 17-0-ra vezetett, ezért Mike Holmgren Don Majkowski helyett pályára küldte Brett Favre-ot. Itt sem sikerült a legjobban az első passza, bár ezt legalább elkapta valaki: saját maga (-7 yard). A végeredmény 31-3 lett, de a 106 passzolt yardra azért Brett már büszke lehetett. Két héttel később Majkowski a Bengals-Packers meccs közben megsérült, eljött az újabb lehetőség a bizonyításra. Négy fumble, hat sack, tehát nem alakultak valami jól a dolgok. 1:07 volt még hátra, 23-17-re vezetett a Cincinnati, mikor Favre sikeresen találta meg Sterling Sharpe-t, így 42 yardot haladhattak előre. Jött a következő play, már csak 13 másodperc maradt, de hősünk keze ekkor sem remegett meg: győzelmet érő passz Kitrick Taylornak. A következő héten, a Pittsburgh Steelers ellen kezdődött meg az a fantasztikus sorozat, mely jelenleg is tart. A 17-3 arányú sikerrel és 144.6-os mutatóval – most már nyugodtan mondhatjuk – évekre bebetonozta magát a Packers elsőszámú irányítójának posztjára. Még ebben az évben sikerült egy 6 meccses veretlenségi sorozat is, melynek 1965 óta nem örülhettek a sajtfejű szurkolók. A 9-7-es mérleg ellenére a rájátszásról lemaradtak, de Favre nem maradt elismerés nélkül: a 3,227 yardot és 85.3-as mutatót elérő irányító meghívást kapott a Pro Bowlra. 1993-ban újabb PB, de előtte még a PO-ban is megmutathatta magát a szabadügynökké váló Favre. Ron Wolf természetesen nem engedhette el őt, és egy ötéves , 19 millió dolláros szerződést kötöttek meg. 1994-ben sikerült Holmgrenéknek az, ami Vince Lombardi irányítása óta senkinek nem sikerült: megismételni a playoff-szereplést. Az 1995-ben elért 11-5-ös mérleg elég volt ahhoz, hogy Brett megkaphassa az első MVP címét. Az NFC döntőben a Dallas Cowboys útjukat állta (’93 és ’94 után harmadszor), de a számok tükrében ez az év volt karrierjének csúcspontja: 4,413 yard, 38 touchdown, 99.5-ös QB rating, A sikerek mellett a sérülések sem kerülték el. A fájdalmak enyhítése miatt a vicodin nevű gyógyszer rabja lett (ezt a tudatmódosítót használja House is a sorozatban). Függőségére akkor derült fény, mikor egy kórházi látogatás alkalmával elvonási rohamot kapott. Az NFL is vizsgálódott az ügyben, és a további pletykákat megelőzve a sajtó elé állt problémájával. 1996 májusában elvonóra ment, ahol 46 napot töltött, így elkerülte az eltiltást és a 900.000 dolláros büntetést.

#### Super Bowl-évek (1996–1997)
Favre vezetésével az utóbbi 30 év legjobb eredményét érte el a Packers az 1996-os idényben, emellett újabb MVP-cím került Brett vitrinjébe. A Green Bay a legtöbb pontot szerezte és a legkevesebb pontot kapta, így nem volt meglepő a XXXI. Super Bowlba jutás sem. Brett Favre pedig hozta a tőle most már elvárhatót: 27-ből 14 sikeres átadás, 246 yard és 2 TD. Alig kezdődött el a mérkőzés, még csak a második play zajlott, mikor Andre Rison 54 yardos elkapásával vezetéshez juttatta a zöld-sárga mezt viselő csapatát. Majd a második negyedben 81 yardos TD-passz Antonio Freemannek (ez akkor Super Bowl-rekord volt). Hogy biztos legyen a siker, egy futott TD-t is felírhattunk a zsebből igen ritkán elmozduló Favre neve mellé. A vége így 35-21 lett, a rájátszásban 52 ponttal szereztek többet ellenfeleiknél (100-48). A következő szezonban a dominancia folytatódott, újra MVP-elismerés és Super Bowl, de a John Elway vezette Denver Broncos túl nagy falatnak bizonyult. Favre statisztikája: 42-ből 25 sikeres passz, 256 yard, 3 TD és 1 INT.

#### Super Bowl utáni évek (1998–2004)
Bár a nagy eredmények ezek után elmaradtak (1999-ben és 2000-ben nem voltak PO-résztvevők sem), Brett Favre és a Packers folytatta a pozitív tendenciát. 2004 a 13. idény volt zsinórban, melyben a Green Bay legalább 8-8-cal állt. Ez 2005-ben, a 4-12-es mérleggel ért véget. Favre-nak az elveszített Nagydöntő után nem sok örömben volt része: rájátszásban 2-5, 249/149, 1804 yard, 11 TD, 16 INT, 70.1-es mutató. Ráadásul kétszer is otthoni wild card-mérkőzésen kellett búcsút mondani a szezonnak és a szurkolóknak. 2001 márciusában „életre szóló” kontraktust írt alá, mellyel az első „100 millió dolláros” játékos lett a csapat és az egész NFL történetében.

#### A hanyatlás évei (2005–2007)
A 2005-ös évben, annak ellenére, hogy zsinórban 14-edszerre is 3000 yard feletti passzolt yardot produkált, Favre egyre megbízhatatlanabbá vált. 20 TD mellett már labdaeladásokban vezette a ligát (29 Int). Marco Rivera és Mike Wahle távozása, Javon Walker és Ahman Green súlyos sérülése őt és csapatát is súlyos válságba sodorta. Karrierjének legrosszabb, 70.9-es mutatójával csak 31. volt az irányítók rangsorában. A 2005-ös csalódást keltő idény után felerősödtek azok a hangok, miszerint a korosodó „Brett apónak” ideje lenne már visszavonulnia. Azonban 2006. április 26-án bejelentette, hogy még egy évet legalább marad. A híresztelések ellenére még ez az év sem lett számára az utolsó, 2007-ben is csodálhattuk még játékát. Mindent elmond viszont formahanyatlásáról, hogy ekkor történt meg vele először, hogy csapatával nem volt képes pontot szerezni (kétszer, a Bears és a Patriots ellen is „nullázott”). 2006. szeptember 24-én Favre Dan Marino mellett a második irányító lett a profi liga történetében, aki átlépte a 400 TD-s „álomhatárt" és az első, akinek több mint 5000 átadása került elkapója kezébe. Az év utolsó napján a 26-7-es Bears elleni diadal volt a 22. pályafutása során (Favre vs Chicago: 22-8).

#### Az utolsó nagy hajrá (2007)
2007. február 2-án jelentette be hivatalosan „visszatérését”. A Mississippi állami Biloxi helyi újságának ezeket nyilatkozta: „Nagyon várom már az új szezont”, illetve hogy „Sok jó fiatal játékosunk van. 8-8-cal zártunk, és ez igen nagy ösztönző erő.”. Február 26-án kés alá feküdt, és évek óta tologatott bokaműtétet hajtottak rajta végre. Brett csalódottságát fejezte ki, hogy a Packers nem tudta magához édesgetni Randy Mosst. A draft környékén hatalmas vitákat folytatott Brett és a csapat vezetése a Randy Moss traderől. Sokan azt pletykálták, hogy addig mérgesedett a viszony, hogy Favre tradet is kért, de ezt ő később tagadta. A viták ellenére, és a média elvárásai ellenére (szinte minden elemző nagyon gyenge idényt várt a Packerstől, a liga hátsó régióiba sorolva a csapatot), a Packers villámrajtot vett. A Mike McCarthy által összerakott fiatal csapat 4 győzelemmel kezdett. A szezon második mérkőzésén Favre megszerezte 149. győzelmét csapatával a ligában, és ezzel átvette ebben a kategóriában a vezetést John Elwaytől. Szeptember 30-án, a Vikings elleni mérkőzésen Greg Jennings kapta el azt a TD-t, amivel Favre lett az NFL all-time első helyezettje passzolt TD-k terén, átvéve az első helyet Dan Marinotól, és átadva 420 TD-s rekordját a múltnak. A következő mérkőzésen a Bears ellen alulmaradt a gárda, de ezt ismét egy győzelemsorozat követte. Zsinórban hat mérkőzést nyert a csapat. November 4-én Favre lett a harmadik olyan játékos az NFL történetében, aki az NFL 31 másik franchise-át már legyőzte. Egy héttel előtte élte meg ezt Tom Brady és Peyton Manning, tehát nem maradt le sokkal Brett. A Thanksgiving mérkőzésen a Lions ellen három TD passzt jegyzett, és ezzel 63. olyan mérkőzését jegyezte, amelyen legalább 3 TD passzt osztott ki. Megelőzte ezzel Dan Marinot, aki 62-vel tartotta a rekordot. 10-1-es mérleggel nézhetett szembe az NFC rangadójának a csapat a Dallas Cowboys ellenében. A Texas Stadiumban rendezett találkozón Favre megsérült, és csak az oldalvonalról figyelte a csapat szereplését a mérkőzés nagy részében. A Packers végül vesztett, de ennek ellenére senki sem gondolta azt, hogy vége lenne a csodának. Folytatódott a remek szezon a következő héten a sérült Favre pedig ismét hősiességéről adott tanúbizonyságot, ő kezdett. Az alapszakaszt végül megdöbbentően jó, 13-3-as mérleggel fejezte be a csapat, és az NFC második helyezettjeként a wild card mérkőzések alól felmentést is kapott. Favre alapszakaszának számait is meg kell említenünk, hiszen elképesztő dolgokat mutatott különösen az elmúlt két évet figyelembe véve. 4155 yarddal zárt, ami pályafutása során a harmadik legtöbb passzolt yard egy szezonban. 28 TD passzt és mindössze 15 interceptiont jegyzett. De ami a leginkább elképesztő, hogy 66,5%-os completion mutatójával pályafutása legjobb idényét zárta. Ha visszagondolunk a 2005-ös szezonra, akkor alig akarunk hinni a szemünknek e számok láttán. A Seahawks elleni Divisional meccsen a Packers a hóban 42-20-ra győzött régi, legendás edzője, Mike Holmgren ellenében, így eljutott a csapat az NFC Championship Game-ig. A Giants elleni mérkőzést a Lambeau Fielden játszották. Akkor még senki sem tudta, de az ezen a mérkőzésen szenvedett 23-20-as, hosszabbítás utáni vereség volt Brett Favre utolsó mérkőzése a Packers színeiben. Csodás szezont zárt, a régi Favret láttuk, azt az embert, aki a 90-es évek közepén varázsolt, csak éppen egy évtizeddel később. Az NFC kezdő QB-ja lett volna a Pro Bowlon, ha elmegy, de végül lemondta a szereplést.

#### A visszavonulás
2008. február 28-án a Packers véletlenül hozott nyilvánosságra egy cikket, amely arról tájékoztatta a csapat honlapjának olvasóit, hogy Favre visszavonul. Később ezt a hírt eltávolították, hiszen téves volt.
De március 4-én már ténylegessé vált az akkori fals hír. Brett Favre 16 idény, megannyi egyéni és csapatsiker után, alapszakasz során passzolt 61655 yarddal, 422 TD-vel és 288 INT-tel a háta mögött bejelentette visszavonulását. Visszavonulása indokaként mentális fáradtságra hivatkozott, és arra, hogy nem igazán érezte azt, amit a korábbi években, hogy a Packers erőltetné a visszatérését egy újabb szezonra.
Sokan úgy gondolják[pontosabban?], hogy a tavalyi szezon fényében még játszhatott volna egy idényt, vannak, akik már két éve azt követelték, hogy vonuljon vissza, adjon lehetőséget a fiataloknak.
Személyében minden idők egyik legjobb QB-je távozott a pályáról.
Öt év múlva beválasztották a Hall of Fame-be, ekkor mellszobra Cantonba került.

#### New York Jets (2008)
A visszavonulás után nem sokkal újra aktív játékos lett Brett Favre. 2008. augusztus 6-án meg is állapodott a Green Bay Packers és a New York Jets, így Favre a Jets játékosa lett. A Jets mellett a Tampa Bay Buccaneers "licitált" a veterán quarterbackre. A new York Jets nagyon jól kezdte a szezont (8 győzelem, 3 vereség), már bajnoki esélyesként tekintettek rájuk, de decemberre kifulladtak (Farve is, akit egy sérülés is hátráltatott), végül a rájátszásról is lemaradt a csapat, de azért pozitív mérleggel zárt a Jets (9-7). A szezon után Farve-ot szabadlistára tették.

#### Minnesota Vikings (2009-2010)
A 2009. évi szezont Favre szintén a pályán kezdi, a Vikings kezdő quarterbackjeként, miután augusztus 18-án aláírt a csapathoz. A 2009-es szezonban mind a Vikings, mind az irányítójuk szenzációsan menetelt. Megnyerték a csoportot (12 győzelem, 4 vereség), miközben Farve 33 TD-passz mellett mindössze hétszer adta el a labdát.
Eközben újabb, és újabb rekordokat adott át a múltnak. 2009. október 5-én Favre lett az első olyan QB, aki a liga összes (32) csapata ellen nyert mérkőzést (a Packers elleni otthoni 30-23-as győzelem alkalmával).
A szezon rájátszásban a főcsoportdöntőig jutott a csapat, ahol hosszabbításban kapott csak ki a későbbi bajnok New Orleans Saints ellen. A szezon után 11. alkalommal is Pro Bowl játékosnak mondhatta magát.
A 2010-es szezon lett Farve utolsó éve profiként. Ez már messze nem lett olyan sikeres se neki, se a csapata számára. Viszont október 7-én a New York Jets ellen adta az 500. TD passzát, és ezen a meccsen lépte át a 70000 passzolt yard-os határt is. Többször megsérült az évad során, és 2010. december 13-án 18 év után első alkalommal nem volt kezdő az aktuális csapata meccsén.
2011. január 17-én Brett Favre hivatalosan is visszavonult a profi sporttól.

## Érdekes esetek

### A Strahan-vita
Favre 2001 végén egy balhé alanya lett, mikor az alapszakasz zárómeccsén a New York Giants fogadta a Giants Stadiumban a Packerst. Brett egy playnél a megbeszéltekkel ellentétben kifordult jobbra, így védtelenül maradva Michael Strahan, a Giants keménykötésű DE-je könnyedén földre vihette őt. Ez volt Strahan egyetlen sack-je, és így 22,5-del megdöntötte Mark Gastineau 1984-es csúcsát. A Green Bay nyert 34-25-re, de az „ajándékba adott” rekord (a mérkőzés nagy részében a támadófal levette a pályáról az Endet) sokaknak nem tetszett, edzők és játékosok egyaránt kritizálták az áthívott játékot. A New York Times tudósítója, Mike Freeman ezt írta az esetről: "Igen, Mr. Favre, Strahan megérdemelte a rekordot, de kérem, így kezelni ezt a dolgot, olyan mintha odadobná neki az Üdvhadsereg kitüntetését. Ezt a fajta hibát pedig Favre soha nem köszörülheti ki.”

### 2003-as Oakland Raiders elleni teljesítmény
Egy csodálatos momentum Favre pályafutásában, és talán az egyik legnagyszerűbb mérkőzése is a 2003. december 23-i Oakland elleni Monday Night Football. Az első félidőben 4 TD-t szerezve, összesen pedig 399 yardot passzolva 41-7-re lealázták az ország szeme láttára a Raiderst. Mindezt úgy, hogy édesapja, Irvin szívinfarktusban egy nappal korábban életét vesztette. Ezek után Favre ezt mondta: „Tudom, hogy az apám is azt akarta volna, hogy játsszak. Én nagyon szeretem őt és imádom a játékot is. Ez egy nagy egyezség volt édesapámmal, a családommal, és én nem is vártam, hogy ilyen jól teljesítek majd. De biztos vagyok benne, hogy Ő ma figyelt engem.” Az NFC hét legjobb támadójátékosa és az MNF legjobbja címet is elnyerte, illetve a nem éppen jómodorukról híres Raiders Nation tagjainak rokonszenvét is kiérdemelte. Egy napra rá már a temetésen vett részt.

### Visszavonulás után
2013-ban a sérülések sújtotta St. Louis Rams kérte arra a már 44 éves nagypapát, hogy térjen vissza, de ezt főleg a sérülésveszélyre hivatkozva visszautasította.

## Díjak és elismerések
- 1999-ben a The Sporting News 100-as listája a 82. helyre rangsorolta. 2005-ben pedig a TSN szavazása alapján az ötven legnagyszerűbb irányító elit körébe került be.
- A Sports Illustrated az év sportolójának választotta 2007-ben.
- Favre pályafutása alatt 9-szer szerepelt Pro Bowl-on
- Pályafutása során 7-szer választották All-Pronak
- Favre az 1990-es évek All-star csapatának tagja
- Wisconsin állam kormányzója Favre 200. egymás utáni meccsének tiszteletére azt a napot Brett Favre Napnak nevezte el. Az esti MNF-en a Packers legyőzte a Ramst.
- 2003-ban a Men's Health Magazin „Amerika legkeményebb emberének” választotta
- Az 1996-ban létrehozott „Brett Favre Fourward Alapítvány” minden évben jótékonysági softball- és golftalálkozókat, illetve esteket szervez meg, melyek bevételéből a Mississippi és Wisconsin állami rászorulókat támogatják.

## Rekordok és mérföldkövek
Legfontosabb rekordjai (visszavonulásakor) :
- Legtöbb alpszakaszbeli győzelem: 186 (jelenleg Brady mögött, PManningel holtversenyben 2. )
- Legtöbb alapszakasz meccs kezdőként zsinórban: 297
- Legtöbb sikeres passz: 6,300 (Jelenleg harmadik Brees, Brady mögött.)
- Legtöbb passzkísérlet: 10,169 (Jelenleg harmadik Brees, Brady mögött. )
- Legtöbb passzolt yard: 71,838 (jelenleg negyedik Brees, Brady, P. Manning mögött)
- Legtöbb passzolt TD: 508 (Ezt Peyton Manning a Denver Broncos irányítója megdöntötte 2014. október 19-én a 49ers elleni meccsen. Jelenleg negyedik Brady, Brees, PManning mögött.)
- Legtöbb dobott Interception: 336
- Legtöbb szezon 20 vagy annál több TD-vel: 15 (1994-2005, 2007-2009)
- Legtöbb szezon 30 vagy annál több TD-vel: 9 (1994-1998, 2001, 2003-2004, 2009) Egymás utáni két évben ez rajta kívül 5 irányítónak sikerült: Steve Bartkowski, Dan Fouts, Dan Marino, Jeff Garcia, Y.A. Tittle
- Legtöbb szezonban vezetett TD-rangsor: 4 (1995-1997, 2003)
- Legtöbb egymás utáni 3000+ yardos szezon: 18 (1992-2009)
- Legtöbb egymás utáni 300+ sikeres passzos szezon: 18 (1992-2009)
- Legtöbb MVP-cím zsinorban: 3 (1995, 1996, 1997)
- Legtöbb meccs kezdőként: 298 (322 rájátszással együtt)
- Leghosszabb TD passz: 99 yards (Robert Brooksnak, 1995-ben, több emberrel együtt)

## Fordítás
- Ez a szócikk részben vagy egészben  a   Brett_Favre című angol Wikipédia-szócikk fordításán alapul.  Az eredeti cikk szerkesztőit annak laptörténete sorolja fel. Ez a jelzés csupán a megfogalmazás eredetét és a szerzői jogokat jelzi, nem szolgál a cikkben szereplő információk forrásmegjelöléseként.